# Занатски дом (Нови Сад)
Занатски дом у Новом Саду се налази на адреси Трг Марије Трандафил бр.14. Током своје историје улица је мењала називе, тако да је 1934. године садашња зграда била на адреси Трг кнегиње Зорке, затим улица Светозара Марковића и Трг Тозе Марковића.

## Историја
Године 1857. извесни Јован Петровић добио је дозволу да на овом месту изгради „кућу на фронт“ по пројекту зидарског мајстора Алојза Цоцека. На месту данашње зграде некада се налазио хотел „Два анђела“ (енгл. Two Angels) који је 1934. године продат на јавној лицитацији.
По претходним одлукама својих скупштина, зграду су излицитирали и постали власници :
- Задруга Срба Занатлија Новосађана
- Српско Занатлијска Певачко Друштво Невен
- Коло Српске Занатлијске Омладине
- Удружење Занатлија за град Нови Сад

чиме су се, после деценијаских настојанња коначно остварили снови и напори да се дође до једног јаког, заједничког седишта новосадских занатлија.

## Старатељство
Пре куповине сувласници формирају Куп (као неку врсту заједничког фонда) у коме су се за куповину прикупљала средства, а касније и за надоградњу. Након заједничког договора, 1936.године доносе Правила Занатског Дома у којима су дефинишу начин коришћења, права и обавезе сувласника и формира Старатељство Занатског Дома. Старатељство је 1936. донело одлуку да се изврши адаптација постојеће куће. Године 1937. је Милан Суботин добио дозволу да на Тргу књегиње Зорке изврши адаптацију, од које се одустало, па је идуће године добијена дозвола да се догради један спрат.

## Стил градње
Свој посао је 80 година раније неимар Алојз Цоцек темељно урадио, јер је 1937. тадашњем старатељу објекта Милану Суботину, Градска управа без додатних услова дозволила да дозида још један спрат Занатског Дома. Адаптација по пројекту Стефана Фајста, у маниру модерне, је тако приљежна и чини се да је здање јединствено изграђено. Најважнији карактер те адаптације и надоградње је пространа свечана дворана смештена на првом спрату, са балконом ка тргу, изнад којег је на фасади изведен назив „ЗАНАТСКИ ДОМ“ крупним ћириличним словима од профилисаног лима. Испод прочеља једноспратног здања, завршеног 1939. године, рељефне су фигуре мајстора ковача и његовог шегрта, који стоје уз наковањ и коларски точак, симбола своје делатности. У хоризонталном пољу масивног оквира, којим је наглашен централно постављен портал, аплицирани су симболи четири заната. У ајнфорту се налази плоча са именима најзаслужнијих чланова новосадске занатлијске организације.
За време окупације, током Другог светског рата, када је мађарска власт присилно покрштавала српски живаљ и наредила промене свих докумената на мађарски језик, промењен је и ћирилицачни натпис на фасадсном зиду и замењен мађарским.
После Другог светског рата престају да раде и брисани су из Регистра удружења „Коло Српских Занатлијске Омладине“ и „Задруга Срба Занатлија Новосађана“ а Било је покушаја (од стране среских власти) да се зграда националзује, али је по мишљењу тадашњих виших власти изузета из национализације јер се третирала као привредни објекат.